# Bong (Akonolinga)
Pour les articles homonymes, voir Bong.
Bong est une localité du Cameroun, située dans l'arrondissement d'Akonolinga, le département du Nyong-et-Mfoumou et la région du Centre.

## Population
En 1961, Bong comptait 201 habitants, principalement des Mvog Nyengue. Lors du recensement de 2005, on y a dénombré 268 personnes.